# Хассельберг, Альфред
Альфред Хассельберг (нем. Alfred Hasselberg; 30 сентября 1908, Эссен, Германская империя — 3 апреля 1950, Франция) — немецкий юрист, штурмбаннфюрер СС, командир полиции безопасности и СД в Люблине и руководитель айнзацкоманды 3, что входила в состав айнзацгруппы 1 в Польше.

## Биография
Альфред Хассельберг родился 30 августа (по другим данным, 30 сентября) 1908 года в Эссене в семье предпринимателя. После окончания школы изучал право и получил докторскую степень в университете Эрлангена. В студенческие годы стал членом боннского братства «Франкония». В 1933 году записался в ряды Штурмовых отрядов (СА). 1 мая 1933 года вступил в НСДАП (билет № 2837238) и впоследствии перешёл из СА в СС (№ 272286). В 1935 году поступил на службу в берлинское гестапо. С 1936 года возглавлял гестапо в Шнайдемюле, потом — в Дортмунде.
После начала Второй мировой войны Хассельберг с конца сентября 1939 года возглавлял айнзацкоманду 3, входившую в состав айнзацгруппы 1. В результате действий подразделения в Польше погибли тысячи людей. С ноября 1939 года занимал должность командира полиции безопасности и СД в Люблине. В декабре 1939 года Хассельбергу пришлось вернуться в Берлин по обвинению в жестоком обращении с подчинёнными. Расследование позже было прекращено, но на этом карьера Хассельберга в СС закончилась. По его собственной просьбе он был передан в распоряжение вермахта. Пережил войну и умер в 1950 году по естественным причинам.